# Цирконієва промисловість
Цирконієва промисловість — одна з підгалузей гірничорудної промисловості, що займаються видобутком і збагаченням різних видів рудної цирконієвої сировини.

## Загальна характеристика

### 19 століття
У США в невеликих обсягах видобування циркону здійснювалося в 1869—1883 роках, та пізніше на родовищах в штаті Північна Кароліна. Промислова розробка корінних родовищ цирконієвих руд та випуск цирконового концентрату вперше розпочалася у 1896 році в штаті Північна Кароліна. Експлуатація пегматитового родовища дозволяла виробляти до 4 т цирконового концентрату на рік [1, с. 42].

### 20 століття
Більш масштабні гірничі роботи з видобування важких мінералів, у тому числі циркону, з розсипів — прибережних кварцових пісків, збагачених ільменітом, рутилом, монацитом і цирконом, — вперше почали здійснювати в період Першої світової війни в штаті Флорида (США). Розроблялися багаті ділянки пісків в 30 км південніше м. Мінерал Сіті (сьогоднішня назва — Ponte Vedra Beach, Florida), та в Атлантик-Біч, округ Дюваль . Систематична експлуатація родовищ здійснювалася до 1930 року. Пізніше, у звʹязку з відпрацюванням багатих ділянок, видобуток зупинився. Видобуток циркону відновився лише у 1939 році, коли розпочалася експлуатація річних пісків в окрузі Індіан Рівер, у штаті Флорида, США, а потім в 1943 році при розробці морських розсипів Віро-Біч (адміністративний центр округу Індіан-Рівер), що залягали близько до денної поверхні [2, с.6].
На початку ХХ століття промислове значення мали родовища циркону в Бразилії, Індії, США.[1, с.43].
У Бразилії видобування баделеїту з корінного родовища здійснюва¬лося з 1906 року [3]. Перед Першою світовою війною йшло інтенсивне зростання видобутку цирконієвої сировини, що пояснюється різким зростанням попиту в умовах перегонів озброєнь. Підготовка багатьох країн до війни обумовила:
- — інтенсивне впровадження цирконію в металургію якісних сталей;
- — заміну цирконом досить дефіцитного для воєнної економіки низки країн олова у виробництві емалей;
- — створення стратегічних резервів цирконію;
- — зростання попиту на цирконій для виробництва боєприпасів і піротехнічних засобів.

Особливо великі обсяги цирконієвої сировини ввозила Німеччина, де цирконій використовувався для виробництва броньової та гарматної сталі, а також виробництва піротехнічних засобів.
Ще перед Першою світовою війною цирконієва руда з Бразилії вантажилася як баласт на судна, які поверталися до Німеччини. У 1914 році німецький уряд посилив закупівлю руди, надавши замовлення на 2000 т [2]. Це зацікавило власників підприємства, які встановили, що німці використовують циркон для виготовлення порошку металевого цирконію, як складової суміші сигнальних вогнів. Невдовзі після початку війни цирконій виявили англійці в складі німецької гарматної сталі. Тому надалі відправлення циркону в Німеччину зупинили. Видобування циркону в Бразилії у 1915 році тимчасово завмерло, а з 1916 року розпочалося активне вивезення руди до Англії і США.
У Бразилії розроблялася цирконієва руда двох типів: баделеїт з вмістом діоксиду цирконію 90-93 % під назвою «фавас» (власне цирконіти), та циркон з прибережних пісків [2, с.13].
Розробки на схилі рудоносного плато в Бразилії велися примітивним способом. Після кількох годин прожарювання руди з поверхні шляхом розведення вогнища, на неї лили воду. Руда руйнувалася. Далі її розробля¬ли вручну кайлом. Руда транспортувалася возами за 20 км до залізниці, де завантажувалась у вагони для відправлення у порт за 370 км.
З прибережних пісків циркон видобувався попутно з монацитом. Під шаром кварцового піску (потужністю до двох метрів) відкритими роботами розкривалися рудоносні шари, що складалися з ільменіту, цирконію та монациту. Збагачення здійснювалося магнітною сепарацією. Розробка цих родовищ завершилася приблизно у 1923 році [3].
В Індії промислове виробництво цирконових концентратів розпочалося у 1923 році, коли при розробці пляжних піщаних розсипів поблизу Квілона на ільменіт як супутній мінерал вилучався циркон. Видобування рудоносних пісків на узбережжі штату Траванкор для отримання ільменіту, циркону і монациту здійснювалося англійською компанією Travancore Minerals Co (Ltd) [4].
До 1935 року Індія була головним постачальником циркону на світові ринки, конкуруючи з Бразилією і пропонуючи нижчу ціну та вищу якість своєї продукції. Найбільш високого рівня випуск цирконових концентратів там досягнув у 1935 році (6,5 тис. т), та у 1940 році — 3,3 тис.т [3]. До 1947 року концентрати експортувалися в США та Англію.
Промислова розробка австралійських розсипів розпочалася в 1934 році в штаті Новий Південний Уельс. З 1935 року центр світового виробництва циркону перемістився в Австралію [2, с.7]. До цього ж періоду відноситься значне зниження цін на цирконієву сировину в результаті масових розробок австралійських розсипів.
У 1940 році рівень щорічного видобутку цирконієвої сировини в світі вперше перевищив 10 тис. т (без України) [1]. В Україні цього року виробили близько 100 т цирконового концентрату [5].
У роки Другої світової війни видобуток циркону став швидко зростати. Рекордного рівня — 14 тис. т, — виробництво цирконових і баделеїтових концентратів досягнуло в 1942 році [1]. Надзвичайно зросла роль сиро¬винної бази цирконію у Бразилії з огляду на відносну безпеку транспорту¬вання цирконієвої сировини в США вздовж узбережжя Америки.
На кінець Другої світової війни щорічний видобуток цирконового концентрату складав приблизно 20 тис. т. Виробництво цирконових концентратів за шість років війни (1940–45 рр.) майже вдвічі перевищило весь довоєнний видобуток (56 тис. т) [6].
Особливо високими темпами зростало виробництво цирконового концентрату в повоєнні роки. Тепер щорічне виробництво концентрату складало вже десятки тисяч тонн. Три обставини сприяли цьому незвичному пожвавленню. По-перше, це різке зростання попиту на титанову сировину, що автоматично призводило до зростання виробництва цирконового концентрату, як супутньої продукції. По-друге, це стабілізація споживання цирконієвих сполук в низці великих галузей промис¬ловості. Нарешті, це початок ажіотажу в США з металевим цирконієм для атомної промисловості. У 1950-х роках майже вся цирко¬нієва сировина в США видобувалася з трьох родовищ у штаті Флорида. У 1957 році з цих родовищ видобуто 52 тис. т концентрату [3, 7].
Світове виробництво цирконових концентратів у 1956 році перевищило 100 тис. т, а в 1957 році досягло рекордного рівня — 146,7 тис. т [6].
У різних країнах освоювалися нові родовища цирконієвої сировини. З 1956 року видобуток циркону здійснюється в Нігерії [3]; у 1958 році в Південно-Африканській республіці (ПАР) введені в експлуатацію гірничо-збагачувальні фабрики, розраховані на випуск 10 тис. т/рік цирконового концентрату [4, с.78-80].
У наступні 40 років світове виробництво цирконієвих (в основному цирконових) концентратів в усьому світі постійно зростало. Лише інколи спостерігалося короткочасне падіння виробництва. Так, після 1991 року деякі країни через падінні цін суттєво скоротили випуск цирко¬нового концентрату (особливо Австралія). Але різкого падіння виробництва не сталося, так як в той же період значно зросло виробництво концентрату в ПАР [8].

### Кінець 20— початок 21 ст
До кінця 20 століття виробництво цирконового концентрату зросло до 850—900 тис. т на рік [9], а вже на початку 2000-х років перевищило 1,0 млн тонн [10,11]. Найбільшими виробниками цирконової сировини на межі ХХ-ХХІ ст. залишалися Австралія, ПАР та США [11], частка яких у світовому виробництві цирконію складала 85 %. При цьому на Австралію припадало близько 50 % світового виробництва цирконієвої сировини. Серед інших виробників — Україна, Бразилія, Китай, Індія, які виробляли 10 % цирконового концентрату. Світові запаси цирконію на той час оцінювалися в 38 млн т (в перерахунку на діоксид цирконію) [12].
Лідерами у виробництві цирконових концентратів були австралійські компанії «Australian mining Corporation» (AMC) та «Wimera Industrial Minerals» (WIM), а також південно-африканська «Richards Bay Minerals». В кінці 1990-х років до провідних виробників долучилася американська компанія, що розробляє родовище Камаква Сендз в ПАР [10,12].
Існуючі виробничі потужності в провідних країнах — виробниках цирко¬нового концентрату, — набагато перевищують фактичне його виробництво. Вимоги до якості концентратів високі: вони мають бути практично мономінеральними, містити не менше 65 % основного компоненту — діоксиду цирконію, та мінімальний вміст діоксиду титану (0,1-0,5 %) і оксидів заліза (0,05-0,4 % Fe2O3). Радіоактивність концентратів має бути на рівні U+Th = 0,035-0,045 %, тобто допускається більш висока, ніж прийнято в Україні [4].
За даними геологічної служби США (USGS) розвідані запаси цирконієвої сировини на 2021 рік оцінювалися в 68 млн тонн, причому 48 млн тонн припадає на Австралію [13].
Сьогодні світове виробництво циркону (в концентраті) складає приблизно 1,62 млн тонн (2023 р.) [14]. Основними виробниками цирконового концентрату у світі залишаються Австралія з 600 тис. тонн та ПАР (420 тис. тонн); на частку цих двох країн припадає 60-62 % всього світового виробництва цирконієвої сировини. Австралія має значні родовища в різних штатах, таких як Західна Австралія, Квінсленд та Новий Південний Уельс. Відомим районом видобування циркону є басейн Мюррей в Вікторії.
Значні поклади циркону знаходяться в прибережних районах Південно-Африканської республіки, особливо в провінції Квазулу-Натал [15].
В Індії значні родовища циркону розробляються в прибережних районах Одіша, Андхра-Прадеш і Тамілнад [15].
Розробка родовищ цирконієвої сировини здійснюється також в Китаї (140 тис. тонн концентрату), США (до 100 тис. тонн), Індонезії, Мозамбіці, Сенегалі, Індії, В'єтнамі та деякі інші країнах [14-16]. Китайські родовища циркону розробляються в прибережних районах, таких як провінції Хайнань, Гуандун і Чжєцзян. В США родовища циркону розробляються, в основному, вздовж південно-східного і південно-західного узбережжя. Відомі райони включають Флоріду і Джорджію. Цирконієві родовища Бразилії розробляються в прибережних районах штатів Еспіриту-Санту і Баїя. В Індонезії розробляються родовища циркону в регіонах Банґка-Белітунг, Калімантан і Сулавесі. В Росії, на Кольському півострові, в незначних обсягах (2,5-3,0 тис. т на рік) виробляється лише баделеїтовий концентрат, який повністю експортується.
Найбільші обсяги цирконієвих концентратів сьогодні використовує Китай. Крупними споживачами цирконієвої сировини є Іспанія та Італія, а також США, Японія і Індія.
Джерела імпорту (2018—2021): цирконієві руди та концентрати: Південна Африка, 51 %; Сенегал, 25 %; Австралія, 21 %; Росія, 2 %; та інші 1 %. Цирконій необроблений, включаючи порошок: Китай, 89 %; Німеччина, 8 %; Франція, 1 %; Японія, 1 %; та інші 1 %. Цирконій, прокат: Франція, 62 %; Німеччина, 19 %; Бельгія, 6 %; Канада, 4 %; та інші 9 %.
Гафній: Німеччина, 36 %; Франція, 30 %; Китай, 26 %; Росія, 3 %; та інші 5 % [17, 18].

## Розвиток технології видобування і збагачення цирконієвих руд
До 80-85 % цирконію використовується промисловістю безносередньо у вигляді цирконових концентратів, без хімічної чи металургійної їх переробки [12].
Цирконієві розсипи і корінні руди містять не більше 1-3 % діоксиду цирконію, зазвичай десяті частки відсотку [4]. Але промисловість може використовувати лише мономінеральні концентрати, які складаються майже на 100 % з одного циркону або баделеїту. Для збагачення видобутої руди, що складається з мінералів пустої породи та цирконієвих мінералів, потрібно відділити пусті, породотвірні мінерали від рудних мінералів цирконію, що є на практиці складним завданням. Адже потрібно переробляти величезні обсяги руди або пісків, застосовуючи складні механічні та фізико-хімічні процеси.
Корінні і розсипні цирконієві руди збагачуються по різному.
Корінні руди, які видобувають із надр у вигляді великих грудок, брил та валунів, являють собою тверді, міцні скельні породи, які потребують попереднього дроблення і подрібнення, тонкого помелу до розкриття корисної компоненти — тобто, такої крупності зерна, при якій рудні цирконієві мінерали відокремлюють від зростків із породотвірними. Потім вільні від зростків породотвірні та рудні мінерали розділяю¬ться за своїми фізичними, механічними, хімічними чи іншими властивостями на спеціальних збагачувальних апаратах. Породотвірні мінерали зазвичай мають меншу густину — 2-3 г/см3, в той час як цирконієві мінерали більш високу — 4,0-4,5 г/см3 [4]. Завдяки суттєвій різниці в густині частинки мінералів досить легко відділяються одна від одної. Але при цьому в концентрат важких мінералів разом з цирконієвими можуть потрапляти і супутні мінерали проміжної густини, такі як магнетит, ільменіт, рутил, сульфіди, гранат, піроксен та деякі інші, густина яких є досить близькою до густини циркону. Тоді розділення мінералів ведуть методами, основаними на відмінностях в інших фізичних властивостях мінералів: розмірах або формі зерна, магнітних або електричних властивостях, змочуваності або шорсткості поверхні і т. ін. [19].
Контрастність в магнітних і електричних властивостях мінералів використовується для їх розділення методами електромагнітної та електричної сепарації. Створені спеціальні високопродуктивні апарати, які дозволяють отримувати практично мономінеральні фракції за своїми властивостями [20].
Зміна гідрофільно-гідрофобного балансу поверхні мінералів після обробки спеціальними реагентами покладена в основу фізико-хімічних методів збагачення, зокрема, флотації [21].
Кінцева мета збагачення цирконієвих руд, як вже згадувалося, це отримання мономінеральних цирконієвих концентратів, в яких вміст діоксиду цирконію буде максимально наближеним до такого в самому мінералі. В цирконових концентратах, наприклад, вміст діоксиду цирконію (ZrO2) має бути на рівні 58-66 % (вміст Fe2O3 от 0,8 до 4,3 %, SiO2 от 31 до 35 %, TiO2 до 5,5 %), в баделеїтових — 95-96 % [4].
Для кожного типу родовищ цирконієвих руд, та навіть кожного окремого родовища, комбінація методів розділення, тобто схем і способів збагачення, є різною. Корінні руди, як зазначалося, вимагають попередньої підготовки до збагачення (подрібнення, помелу). Для розсипних руд, самою природою вже частково підготовлених до збагачення, процес отримання мінеральних концентратів починається з розмиву руди та її дезінтеграції.
В усіх країнах, де в період між двома світовими війнами було організовано видобування циркону з розсипних покладів методами відкритої розробки або землечерпальними методами із застосуванням пересувних транспортерів, ковшових і канатно-скребкових драг та землесосів, збагачення руди здійснювалося приблизно за однаковими схемами [22]. При гравітаційному збагаченні, яке в тогочасній практиці йшло зразу після виїмки ґрунту, циркон завдяки своїй високій густині опинявся разом з важкими пісками. Після відсівання великих шматків, збагачення важких пісків виконувалося (в залежності від характеру мі¬нералів) на відсаджувальних машинах, концентраційних столах, ґвин¬то¬вих сепараторах та жолобах. Спосіб вилучення циркону з руди суттєво залежить від природи інших супутніх мінералів, які присутні у важ-ких пісках. Найбільш вірогідним є присутність магнетиту, ільменіту, титаномагнетиту, монациту, рутилу, ставроліту, хроміту та інших мінералів з високою густиною. Застосування магнітної або електростатичної сепарації, або їх поєднання залежить від сегрегації циркону і супутніх йому мінералів. Весь циркон після цих операцій буде знаходитися у відходах — так званих «хвостах», — і для отримання продукту з високим вмістом цирконію, придатного для виробництва кераміки або металу, дос¬татня, як правило одна, більш проста ступінь збагачення — гравітаційна.
Існують два типи родовищ корінних руд цирконію. Перший — це лужні породи (нефелінові сієніти, лужні гранітоїди) з цирконом; другий — метасоматичні породи з баделеїтом, складені кальцитом, магнетитом, сульфідами міді, форстеритом, апатитом з домішками уранових мінералів [12]. Цирконвмісні сієніти і граніти на сьогодні ніде в світі не розробляються, хоча масиви деяких з них містять 1-2 % циркону. Вперше в світовій практиці родовище циркону в нефелінових сієнітах почало розроблятися в 1939 році в Україні, поблизу Маріуполя [23, 24].
Баделеїтові корінні родовища розробляються в ПАР, Бразилії, Росії. Вміст цирконію в рудах цих родовищ нижчий, ніж в цирконових рудах, але отримувати баделеїтові концентрати з корінних руд досить вигідно. Адже ці концентрати отримують попутно, при виробництві основних концентратів родовища — залізних або мідних, уранових, фосфорних і т. ін. До того ж, баделеїтовий концентрат являє собою, по суті, готовий технічний діоксид цирконію, який може використовуватися безпосередньо як цінний цирконієвий продукт для виробництва вогнетривів, емалі, кераміки або для отримання інших сполук цирконію [4].
Баделеїтові концентрати на світовий ринок поставляють в основ-ному гірничо-збагачувальні підприємства ПАР, які експлуатують корінні руди родовища Палабора: фірми «Фосфат девелопмент корпорейшн» (Фоскор") та «Палабора майнінг компані» («ПМК»). Перше з них виробляє 8000 т концентрату на рік; друга — до 1000 т на рік [25].
Збагачувальна фабрика фірми «ПМК» переробляє корінні руди, які представлені піроксенітами, карбонатитами і олівін-магнетит-апатитовими породами (фосфоритами), які містять сульфіди міді, магнетит, апатит, баделеїт і ураноторіаніт. Вміст діоксиду цирконію у вихідній руді 0,3-0,5 %. Родовище почало експлуатуватися з середини 1950-х років [25]. На збагачувальній фабриці флотацією з руди отримували на той час лише один мідний концентрат. До кінця 1960-х років була збудо¬вана друга збагачувальна фабрика гравітаційного збагачення, розрахо¬вана на переробку всіх хвостів мідної флотації. Хвости збагачували магнітною сепарацією і отримували залізний концентрат. Немагнітну фракцію спочатку знешламлювали по класу –0,044 мм, потім розділяли на конусних сепараторах Райхерта на легку і важку фракції. Важкий концентрат конусів на дугових грохотах розділяють на два класи. У класі +0,25 мм міститься до 90 % мідних мінералів, недовилучених на мідній фабриці первинного збагачення. Методами відсадки і флотогравітації матеріал класу +0,25 мм доводять до кондиційного мідного концентрату. В процесі флотогравітації отримують і багатий баделеїтовий концентрат, який надходить на подальшу доводку. Матеріал дугових грохотів крупністю –0,25 мм направляють на концентраційні столи для розділення на важку і легку фракції. В концентраті зосереджується ураноторіаніт і баделеїт. З цього концентрату радіоактивні елементи вилуговують азотною кислотою, а потім розділяють рідинною екстракцією: торій скидають з розчином, а уран осаджують у вигляді діуранату амонію, який прожарюють.
Баделеїт концентрується в нерозчинному залишку ураноторіа-ніто¬вого концентрату з вмістом 77,4 % ZrO2; у промпродукті концентрацій¬ного стола (40 % ZrO2). Всі багаті баделеїтові продукти обʹєднують і доводять методами гравітації і магнітної сепарації до кондиційних концентратів. За цією технологією «ПМК» може випускати 20 тис. т баделеїтового концентрату на рік. Концентрати містять 98 % ZrO2 +HfO2 і більше 99 % ZrO2 +HfO2 [25].
Баделеїт цих фірм використовується в Японії, США, європейських країнах для виробництва абразивів, вогнетривів, пігментів, керамічних матеріалів.
З корінних руд виробляють лише незначну частину цирконієвих концентратів, не більше 1 % загального їх випуску. Основні ж обсяги цирконієвих концентратів отримують при збагаченні пісків комплекс¬них розсипних родовищ.
Як зазначалося, існують два типи розсипів — континентальні та прибережно-морські (сучасні і древні, похоронені). Перші з них містять циркон, рутил, ільменіт, монацит, алюмосилікати (дистен, силіманіт, ставроліт). Ці розсипи збагачуються за досить складними схемами.
Збагачення розсипів найчастіше здійснюється в дві стадії: I — пер¬винне збагачення, II — доводка чорнових колективних концентратів [4].
Для первинного збагачення розсипів збагачувальні установки нерідко облаштовують безпосередньо на місці видобування пісків. Для отримання з них колективного концентрату застосовують гравітаційні методи збагачення, за допомогою яких у відвальні хвости направляється від 50 до 90 % пустої породи. Первинне збагачення розсипів проводять на гвинтових і струминних сепараторах, відсаджувальних машинах, концентраційних столах, шлюзах, інколи у важких суспензіях [22].
Головною особливістю розсипних родовищ циркону прибережно-морського типу є те, що всі рудні і породотвірні мінерали в них уже практично підготовлені до збагачення природними процесами: вони знаходяться в природно розділеному стані; зерна рудних мінералів розкриті — вивільнені із зростків з породотвірними мінералами; піски відсортовані за крупністю. Таким чином, відсутня потреба у дуже витратних процесах подрібнення та помелу. Ці фактори позитивно впливають на економічність збагачувальних процесів. Важлива перевага розсипних родовищ — можливість їх відкритої експлуатації карʹєрами із застосуванням механізованих високоефективних методів розробки драгами, гідравлікою, екскаваторами, скреперами. Сучасні прибережно-морські розсипи, які виходять на поверхню, розробляються без проведення витратних розкривних робіт.
Техніко-економічні переваги розробки і збагачення комплексних розсипів циркону дозволяють значно знизити собівартість отримання концентратів і обумовлюють рентабельність їх отримання з даного типу природних утворень.
Розробка і збагачення розсипів зазвичай включає наступні виробничо-технологічні процеси: руйнування звʹязності (зцементованості) зерен руди, видобування рудоносних пісків, транспортування їх на збагачувальну фабрику; дезінтеграція, промивання, грохочення (відсів крупної гальки, як правило більше 3 мм), знешламлювання (відмивання глинистих частинок –0,05 мм), гравітаційне збагачення відмитої зернової маси на високопродуктивних гравітаційних апаратах (конусні, гвинтові сепаратори, шлюзи і т. ін.), магнітна або електрична сепарація важких концентратів. Першу стадію збагачення, яка включає дезінтеграцію, знешламлювання, гравітацію, називають первинним збагаченням розсипів; другу стадію — електромагнітне, електричне збагачення, іноді флотація — доводкою чорнових концентратів.
У результаті первинного збагачення вилучають до 70-90 % породотвірних, «пустих» мінералів густиною менше 2,9 г/см3, та глину. Важкі мінерали густиною вище 2,9 г/см3 (рутил, циркон, ільменіт і інші) зосереджуються майже на 90-95 % в колективному чорновому концентраті. Далі доводочними операціями із застосу-ванням різних методів сепарації він розділяється на мономінеральні селективні концентрати циркону, ільменіту, рутилу тощо.
Сучасні прибережно-морські розсипи найчастіше розробляються потужними великотоннажними драгами. Так, на родовищі Річардс-Бей в ПАР працюють дві драги і плаваюча фабрика мокрого збагачення продуктивністю 4500 т пісків на годину. На фабриці отримують мокрий концентрат, який складують на березі, і надалі переробляють за технологією сухої магнітної і електростатичної сепарації. Товарні продукти — циркон, рутил та ільменіт. Відходи сухої сепарації (хвости) повертають на місце виїмки [4].
Установки для видобутку і збагачення постійно вдосконалюються у відповідності з тенденціями до комплексного використання ресурсів та охорони природного середовища, режими роботи цих установок оптимізуються на основі оптимального моделювання і автоматизуються. Це дозволяє досягти високої ефективності відпрацювання окремих родовищ.
На фабриці «Умгабаба» (ПАР) потужністю до 10 тис. т пісків перед розділенням колективного концентрату застосовують різні методи його очистки. Спочатку концентрат зневоднюється в гідроциклоні і надходить на мокрі магнітні сепаратори для вилучення магнетиту. Немагнітну фракцію після магнітного сепаратора зневоднюють, репульпують і направляють в апарати для відтирки і вилучення з мінеральних зерен глини і залізистих плівок. Концентрат розбавляють морською водою і подають у класифікатор для зневоднення та наступної промивки прісною водою. Після першої стадії електростатичної сепарації електропровідна фракція направляється на магнітну сепарацію для розділення ільменіту і рутилу, а непровідна — для відділення циркону і монациту від гранату, кварцу на концентраційних столах. Концентрати столів зневоднюють, відтирають при високій густині пульпи, промивають прісною водою і сушать, після чого вони надходять на електростатичну сепарацію. Електронепровідна фракція, окрім циркону, містить монацит, гранат. Ці мінерали вилучають після трьох стадій магнітної сепарації при високій напруженості магнітного поля з отриманням товарного цирконового концентрату [22].
Древні розсипи, які залягають на терасах і мають невелику потужність розкриття, розроблялися на родовищі Джексонвілль (США) за допомогою земснаряда продуктивністю 400 т/год, або приблизно 8 тис. т на добу. Підприємства з видобування пісків на родовищах Трейл-Рідж і Хайленд мали потужність до 25 тис. т пісків на добу [4].
На початку 1950-х років циркон видобувався у штаті Флорида з древніх прибережних пісків. Пісок землесосною драгою відкачували у батарею гвинтових сепараторів (спіралей Гемфрі — Humphrey spiral) — особливий різновид апаратів для гравітаційного збагачення, що працюють за принципом розділення матеріалу в похилому безнапірному потоці малої глибини. У гвинтових сепараторах нерухомий похилий гладкий жолоб виконаний у вигляді спіралі з вертикальною віссю.
Важкі мінерали, вилучені на гвинтових сепараторах, направля¬ли-ся в електростатичний сепаратор. Титанові мінерали в концентратах мають найбільшу електропровідність і, таким чином, відділяються від менш провідних мінералів, серед яких залишається і циркон. Цирко¬но¬ву фракцію знову пропускають через спіралі для відділення кварцу та інших силікатних порід. Отриманий концентрат направляють на магнітну сепарацію; при цьому у хвостах залишається чистий циркон [4, 22].
У штаті Айдахо, де циркон був побічним продуктом при видобуванні монациту, розробку розсипів здійснювали драгами. Ковші драги вивантажувалися над бункером барабанного обертового грохота, на якому відсіювалися частинки крупністю більше 6 мм. Дрібна фракція грохота надходила на відсаджувальні машини для грубого збагачення. Концентрат відсадки зневоднювався у конусі, після чого направлявся на відсаджувальні машини наступної стадії для подальшого збагачення. Концентрати з відсаджувальних машин останньої стадії збагачення зневоднювали, сушили і пропускали через електростатичні та магнітні сепаратори і, на завершення, індукційний сепаратор. Під час цих операцій видаляли магнетит, ільменіт, гранат і монацит, а циркон знову залишався у хвостовому продукті разом із силікатними мінералами. Завдяки високій питомій масі циркону його легко вилучали з цих хвостів на звичайних концентраційних столах [22, 26].
В Австралії для первинного збагачення пісків, як і раніше, найчас¬тіше використовують драги. З пісків, що надходять на драгу, дезінтегра¬цією та грохоченням вилучають у відвал гальку (+8 мм), після чого підготовлені піски подають у пульпорозподілювач для розподілу їх по гвинтових сепараторах. Основна концентрація пісків здійснюється на гвинтових сепараторах з отриманням відвальних хвостів і чорнового колективного концентрату. Чорновий концентрат двічі перечищають: першу перечисну операцію здійснюють на пʹятивиткових сепараторах, другу — на тривиткових сепараторах. Концентрат містить 95 % важких мінералів. Його подають насосами на доводочну фабрику [25].
На східному узбережжі Австралії основним методом розробки прибережних пісків було використання землесосної драги. Установка мокрого збагачення, обладнана спіралями, шлюзами, конусами Райхерта, та іншим необхідними засобами, також плавала у воді. Це дозволяло відходи збагачення — кварцовий пісок, — залишати на місці їх видобування [4].
На західному узбережжі Австралії методи розробки залежать від характеру родовища і включають використання драг, екскаваторів, гідравлічних шлюзів для виїмки сухої гірничої маси. Первинне збагачення досягається методом мокрої гравітації. Майже всі фірми використовували одні й ті ж процеси збагачення. Концентрати, що містили до 50 % важких мінералів, транспортувалися до збагачувальної установки. Тут важкі мінерали на концентраційних столах відділялися від легких, і мінералів проміжної густини (кварцу, турмаліну, лейкоксену) та зневоднювалися. Висушений концентрат важких мінералів пропускали через електростатичні сепаратори, після чого кожну фракцію збагачували магнітною сепарацією. Завершальне очищення циркону проходило на вібраційних пневматичних столах.
Розробка розсипів карʹєрами є економічно доцільною за умови неглибокого залягання продуктивного покладу. Але нерідко ці поклади залягають на глибині 150—180 м, що робить їх відпрацювання карʹєром нерентабельним. Тому на таких родовищах виконують дослідження доцільності використання методу свердловинного гідровидобування (СГВ). Вперше цей спосіб запропонував у 1932 році Е. Клайтор в США, та у 1936 році П. М. Тупіцин в СРСР. Але розробка цієї технології в США розпочалася лише на початку 50-х років. В 1964 році співробітниками Державного науково-дослідного інституту гірничо-хімічної сировини (рос. — ГИГХС) на чолі з В.Ж-Аренсом цей метод був застосований на родовищі фосфоритів у Прибалтиці [27].
Свердловинний гідровидобуток використовувався при розробці родовищ фосфоритів і пісків для скляної промисловості в 1960-х рр. у Польщі, розсипного золота в 1970-х рр. у Канаді. З 1970 в США серійно випускають установки СГВ, що використовуються для видобутку м'яких бокситових руд, нафтоносних пісковиків, урану.
Свердловинний гідровидобуток може застосовуватися:
 як самостійний спосіб розробки родовищ;
 у комбінації з подальшим підземним вилуговуванням;
 для розвідки осадових і розсипних родовищ у складних гірничо-геологічних умовах, що дозволяють підвищити точність геолого-розвідувальних даних і підіймати великі технологічні проби (до 100 т і більше).
До безумовних переваг способу свердловинної геотехнології видобування корисних копалин можна віднести [28]:
• відносно низький обсяг капітальних витрат (в 2-10 раз менше, ніж у будівництві кар'єрів або шахт;
• невеликий строк будівництва підприємства (1-3 роки);
• швидка окупність інвестицій (2-3 роки);
• відсутність в деяких випадках необхідності будування традиційних збагачувальних фабрик;
• висока продуктивність праці;
• можливість відпрацювання невеликих родовищ, або родовищ із складними для традиційних способів видобування гірничо-геологічними умовами;
• відносно незначний вплив на навколишнє середовище;
• висока безпечність видобувних робіт.
Руда, частково або повністю дезінтегрована, піднімається на поверхню у вигляді пульпи при співвідношенні Т: Р від 1:3 до 1:10-15, що дозволяє відразу направляти її на установки розділення, минаючи стадії дроблення і дезінтеграції. В процесі СГВ руди можуть подрібнюватися і самозбагачуватися. Це відбувається не лише в очисній камері, але і в процесі гідротранспортування на поверхню в пульповоді і на карті намиву. Вміст глинистої складової в промпродукті зменшується в 2-3 рази, що дозволяє скоротити витрати на збагачення рудних пісків. На сьогодні метод СГВ розглядається як перспективний.